# Дітріх фон дер Еш
Дітріх фон дер Еш (нім. Dietrich von der Esch; 31 січня 1915, Шарлоттенбург — 29 вересня 1944, Атлантичний океан) — німецький офіцер-підводник, капітан-лейтенант крігсмаріне. Кавалер Німецького хреста в золоті.

## Біографія
8 квітня 1934 року вступив на флот. В жовтні 1938 року відряджений в авіацію. З жовтня 1940 по квітень 1941 року пройшов курс підводника, в квітні-червні — курс командира човна. В червні-серпні — вахтовий офіцер на підводному човні U-98. З 3 вересня 1941 по 30 вересня 1943 року — командир U-586, на якому здійснив 10 походів (разом 221 день в морі), одночасно з 14 по 26 вересня 1942 року виконував обов'язки командира U-606, на якому здійснив 1 похід (13 днів у морі), з 3 листопада 1943 року — U-863. 26 липня 1944 року вийшов у свій останній похід. 29 вересня 1944 року U-863 був потоплений в Південній Атлантиці південно-східніше Ресіфі (10°45′ пд. ш. 25°30′ зх. д.) глибинними бомбами двох американських бомбардувальників Ліберейтор. Всі 69 членів екіпажу загинули.

## Звання
- Кандидат в офіцери (8 квітня 1934)
- Морський кадет (26 вересня 1934)
- Фенріх-цур-зее (1 липня 1935)
- Оберфенріх-цур-зее (1 січня 1937)
- Лейтенант-цур-зее (1 квітня 1937)
- Оберлейтенант-цур-зее (1 квітня 1939)
- Капітан-лейтенант (1 квітня 1942)

## Нагороди
- Комбінований Знак Пілот-Спостерігач (11 листопада 1937)
- Медаль «За вислугу років у Вермахті» 4-го класу (4 роки; квітень 1938)
- Залізний хрест
  - 2-го класу (22 грудня 1939)
  - 1-го класу (6 серпня 1940)
- Авіаційна планка розвідника в бронзі (1940)
- Нагрудний знак підводника (13 лютого 1942)
- Німецький хрест в золоті (15 грудня 1943)